# RRAM
RRAM (förkortning för Resistive Random-Access Memory) är en ny typ av icke-flyktigt minne som utvecklas av många olika företag. Teknologin har vissa likheter med CBRAM.